# Federazione di baseball delle Isole Marshall
La Federazione marshallese di baseball (eng. Republic of the Marshall Islands Baseball Federation) è un'organizzazione fondata nel 1926 per governare la pratica del baseball e del softball nelle Isole Marshall.
Organizza il campionato maschile e di softball femminile, e pone sotto la propria egida la nazionale maschile e di softball femminile.